# Застава в Марокко
«Застава в Марокко» — приключенческий боевик 1949 года режиссёра Роберта Флори, продюсер и автор сюжета — Иосиф Ермольев.
Фильм выделяется из аналогичных тем, что съемки действительно велись в Марокко, с привлечением настоящего Французского Иностранного легиона.

## Сюжет
1919 год, Французский протекторат Марокко.
Поль Жерар, капитан отряда спаги в составе Французского Иностранного легиона, получает назначение в отдалённый форт, а по пути туда ему поручено сопроводить до города Бель-Рашад дочь местного эмира Кару, которая возвращается с учёбы во Франции. За десятидневное путешествие Поль и Кара влюбляются.
Жерар прибывает в форт под командованием коменданта Фронваля и его старшего помощника лейтенанта Глушко, бывшего казака.
Однажды ночью часовой убит снайпером, но все заметили, что пуля была выпущена не из обычного мушкета, которыми разрешено вооружатсья местным племенам колониальной администрацией.
С разведкой Жерар проникает в Бел-Рашад, куда французам вход запрещён, обнаруживая, что местные жители вооружены современными винтовками Маузера. Жерара разоблачают как лазутчика, но ему с помощью Кары, вначале спрятавшись в её доме, удаётся бежать прихватив винтовку как доказательство.
В форте решают, что Жерар должен лично проинформировать штаб Легиона об этой новости. Возвращаясь с усилением обратно, Жерар обнаруживает, что на заставу было совершено нападение — одна стена разрушена, весь гарнизон убит — в бою или были позже связаны и казнены. Стену восстанавливают из глины.
Жерар приказывает лейтенанту Глушко в отместку совершить рейд на Бель-Рашад и захватить эмира. Глушко возвращается, привозя Кару в качестве заложницы, говоря, что Эмир уехал собирать племена бедуинов против французов. Однако, ни одно из других племён не желает воевать, пока выжидая, чем окончится конфликт с фортом.
Эмир осаждает форт и отводит динамитом реку, ведущую к водопроводу форта. Столкнувшись с отсутствием воды, Жерар планирует прорыв и освобождает Кару. К удивлению всех молитва Богу лейтенанта Глушко помогает — идёт сильный ливень, это ободряет истомлённый жаждой гарнизон, но разрушает глинобитную стену.
После дождя Жерар приказывает перекрыть подход к разрушенной стене: установив мины и прикрыть всеми пулемётами, ожидая, что именно здесь будет атака. На рассвете эмир ведет свое племя, чтобы захватить форт через открытую стену. Кара пытается остановить его атаку, и когда Жерар видит, как она бежит к отцу, уже ступившего на минное поле, Жерар печально приказывает взорвать мины и начать перекрёстный огонь, который уничтожает эмира, Кару и их племя.
Фильм заканчивается тем, что эмиры других племен приказывают своим воинам сдать винтовки Жерару.

## В ролях
- Джордж Рафт — капитан Поль Жерар
- Мэри Виндзор — Кара
- Аким Тамиров — лейтенант Глушко, помощник коменданта форта, бывший казак
- Эрнё Веребеш — Бамбул, ординарец Жерара, спаги
- Джон Лител — полковник Паскаль
- Эдуард Франц — эмир Бель-Рашада
- Крэйн Уитни — Кейд Осман
- Дамейн О’Флинн — комендант форта Луи Фронваль
- Майкл Ансара — легионер
- Джон Дусетт — легионер
- Сюзанн Риджуэй — хозяйка ночного клуба
- и другие

## Съёмки
Продюсеру удалось получить разрешение на съемки в Марокко, главным образом вокруг базы в Бал-Ачарде, с использованием настоящего Иностранного легиона. В съёмках приняли участие около 900 легионеров из форта Техрир, но это были не французы, а немцы — оставшиеся после окончания Второй мировой войны в Африке служить в Легионе бывшие солдаты корпуса Роммеля.
Съёмки там велись директором второго подразделения Ричардом Россоном, франкоязычным оператором Люсьеном Андро и французскими техниками, они провели в Марокко почти пять месяцев, снимая батальные сцены и погони в Марокко. Интерьерные сцены были сняты позже на киностудии в Лос-Анджелесе.
Некоторые из крупномасштабных экшн-сцен фильма были повторно использованы в фильмах «Форт Алжир» и «Легион обречённых».

## Рецензии
- Bosley Crowther — THE SCREEN IN REVIEW; 'Outpost in Morocco,' With George Raft as Foreign Legion Officer // New York Times, March 25, 1949